# آندرمت
آندرمت Andermatt (به لاتین: Andermatt) یک بخش در سوئیس است که در کانتون آوری واقع شده‌ است.